# Суперкубок Уругвая по футболу
Суперкубок Уругвая по футболу (исп. Supercopa Uruguaya) — клубный турнир по футболу, проводящийся в Уругвае с 2018 года. С матча за Суперкубок начинается новый сезон. В нём принимают участие чемпион Уругвая предыдущего сезона и, как правило, победитель Промежуточного турнира.

## История
Решение об учреждении Суперкубка Уругвая было принято в 2015 году, когда было объявлено о реформе чемпионата. Помимо традиционных Апертуры и Клаусуры, которые являются фактически кругами «гладкого чемпионата», а также плей-офф между победителями этих стадий, в структуру внутреннего первенства был добавлен Промежуточный турнир (Torneo Intermedio). Исходя из своего названия, данный короткий турнир стал проводиться между Апертурой и Клаусурой, а очки, заработанные в ходе Промежуточного турнира, стали учитываться в сводной таблице сезона и таблице вылета. Также победитель Промежуточного турнира, в связи с отсутствием в Уругвае национального кубка, получал путёвку в матч за Суперкубок Уругвая.
Первый розыгрыш Суперкубка Уругвая состоялся в 2018 году, обладателем трофея стал «Пеньяроль». Уже в 2019 году трофей завоевал второй гранд уругвайского футбола — «Насьональ». В связи с пандемией COVID-19 сезон 2020 в Уругвае затянулся до апреля 2021 года. Из-за этого Промежуточный турнир в 2021 году решено было не проводить. В Суперкубке 2022 года приняли участие чемпион «Пеньяроль» и победитель Апертуры «Пласа Колония».

## Финалы
Обладатель Суперкубка Уругвая выделен полужирным.
| Год  | Чемпион Уругвая | Счёт           | Промежуточный турнир | Место финала                    | Комментарий |
| ---- | --------------- | -------------- | -------------------- | ------------------------------- | --- |
| 2018 | Пеньяроль       | 3:1            | Насьональ            | «Сентенарио» (Монтевидео)       | |
| 2019 | Пеньяроль       | 1:1 (пен. 3:4) | Насьональ            | «Сентенарио» (Монтевидео)       | |
| 2020 | Насьональ       | 2:4 (доп. вр.) | Ливерпуль            | «Доминго Бургеньо» (Мальдонадо) | |
| 2021 | Насьональ       | 2:0            | Монтевидео Уондерерс | «Сентенарио» (Монтевидео)       | «Насьональ» выиграл в сезоне 2020 как чемпионат, так и Промежуточный турнир, поэтому в матче за Суперкубок ему противостоял финалист Промежуточного турнира «Монтевидео Уондерерс».                                    |
| 2022 | Пеньяроль       | 1:0 (доп. вр.) | Пласа Колония        | «Доминго Бургеньо» (Мальдонадо) | Из-за переносов в сезоне 2020, вызванных пандемией COVID-19, в сезоне 2021 Промежуточный турнир был отменён, поэтому чемпиону «Пеньяролю» в матче за Суперкубок противостоял победитель Апертуры 2021 «Пласа Колония». |
| 2023 | Насьональ       | :              | Ливерпуль            |                                 | «Насьональ» выиграл в сезоне 2022 как чемпионат, так и Промежуточный турнир, поэтому в матче за Суперкубок ему будет противостоять финалист Промежуточного турнира «Ливерпуль» (также вице-чемпион страны).            |

## Статистика
1. Насьональ — 2 победы (+ 2 участия)
2. Пеньяроль — 2 победы (+ 1 участие)
3. Ливерпуль — 1 победа
4. Монтевидео Уондерерс — 1 участие
5. Пласа Колония — 1 участие